# Stadttheater von Korfu

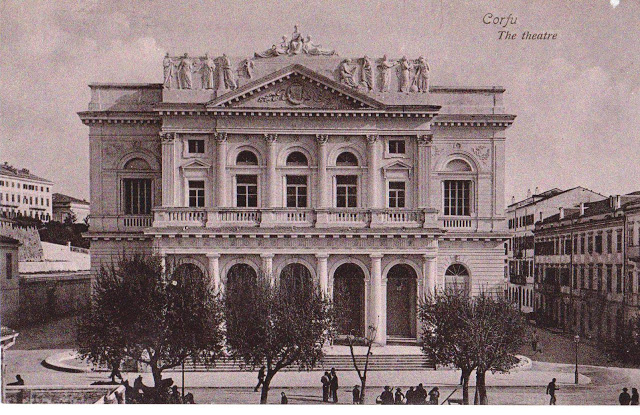
Das Stadttheater von Korfu (1901–1902)

Das Stadttheater von Korfu (griechisch Δημοτικό Θέατρο Κέρκυρας Dimotikó Théatro Kérkyras) war von 1902 bis 1943 das wichtigste Theater und Opernhaus auf der griechischen Insel Korfu. Das Theater war der Nachfolger des Nobile Teatro di San Giacomo di Corfù, das zum Rathaus von Korfu wurde. Das Stadttheater wurde 1943 bei einem Luftangriff der deutschen Luftwaffe zerstört. Während seiner 41-jährigen Geschichte war es eines der bedeutendsten Theater und Opernhäuser Griechenlands, und als erstes Theater Südosteuropas leistete es einen Beitrag zur Kunst und zur Geschichte des Balkans und Europas.

## Geschichte und Architektur
Das Stadttheater wurde gebaut, um den Ansprüchen eines wachsenden Publikums gerecht zu werden. Der Beschluss zum Bau wurde 1885 während der Amtszeit von Georgios Theotokis getroffen. Der Bau wurde 1893 von Bürgermeister Michael Theotokis begonnen. Hohe Baukosten verzögerten die Eröffnung bis 1902. Der Architekt war der Italiener Conrado Pergolesi, der Pläne nach dem Vorbild des Mailänder Scala entwickelte. Die maximale Höhe des Theaters betrug 39 Meter. Am Haupteingang befand sich eine Galerie, die mit hohen Säulen toskanischer Ordnung geschmückt war. Der Eingang war mit großen violetten Säulen geschmückt und seine hohen Wände mit Fresken berühmter Komponisten verziert, die von italienischen Künstlern geschaffen wurden. Das Obergeschoss wurde mit vier Halbsäulen korinthischer Ordnung und einem Giebel geschmückt. In der Mitte des Giebels war das offizielle Wappenschild von Korfu als Relief zu sehen, umgeben von einem Lorbeerkranz.
Der Zuschauerraum bestand aus 64 dekorierten Logen, die auf drei Ebenen verteilt waren, und einer Galerie für das Publikum im oberen Stockwerk. Die erste Loge in der ersten Reihe war dem Theaterkomitee vorbehalten. Hinter dieser Loge, in einem Büro, wurden die Archive des Nobile Teatro di San Giacomo aufbewahrt.
Die erste Loge der zweiten Reihe war der griechischen Königsfamilie vorbehalten. Alle Logen hatten Gaslampen. Das einfache Volk versammelte sich auf der obersten Ebene der Galerie. Es gab ein Proszenium, in dem das Orchester Platz fand. Das Orchester bestand hauptsächlich aus Einheimischen und führte 10 Opern pro Zyklus auf. Die Opernsaison begann im September und endete am Sonntag vor Aschermontag.
Der Bühnenvorhang des neuen Theaters stammte von seinem Vorgänger, dem Teatro di San Giacomo, und wurde von einem italienischen Künstler geschaffen. Er stellte eine Szene aus der Odyssee dar, in der Odysseus von König Alkinoos im Land der Phaiaken begrüßt wird.
Das Theater galt als eines der besten Europas. Es hatte eine hervorragende Akustik und reich verzierte Innenräume mit Bildern antiker griechischer Götter und musikalischer Themen, gemalt von italienischen Künstlern. Es diente auch als gesellschaftlicher Treffpunkt, wo sich die High Society zu Tänzen und Bällen traf. Das offizielle Eröffnungsdatum war der 7. Dezember 1902, mit Wagners Oper Lohengrin als erster Aufführung. Auch Kaiser Wilhelm II. besuchte Aufführungen, während er in seinem Palast Achilleion Urlaub machte. 1907 spielte die Alte Philharmonie von Korfu eine Symphonie in einer Aufführung, die großen Beifall vom Publikum erhielt.
Vom 19. Januar 1916 bis zum 19. November 1918 diente das Theater auch als Versammlungsort des serbischen Exilparlaments und hier wurde auch die Deklaration zur Gründung des neuen vereinigten Königreichs Jugoslawien beschlossen.
Im ersten Viertel des 20. Jahrhunderts wurden in diesem Theater viele italienische Opern aufgeführt. Diese Tradition endete nach der Bombardierung Korfus durch die Italiener während des Korfu-Zwischenfalls im Jahr 1923. Nach der Bombardierung wurden im Theater griechische Opern sowie griechische Theaterstücke von namhaften griechischen Schauspielern wie Marika Kotopouli und Pelos Katselis aufgeführt.
Später im Jahr 1923 wurden in den Logen des Theaters Flüchtlinge aus Kleinasien untergebracht.
Die Kosten des Gebäudes stiegen auf etwa eine Million britische Goldsovereigns, eine für die damalige Zeit enorme Summe; die Amortisierung war für 1941 geplant. Zwei Jahre später, in der Nacht des 13. September 1943, wurde das Theater bei einem Bombenangriff von Hitlers Luftwaffe zerstört.

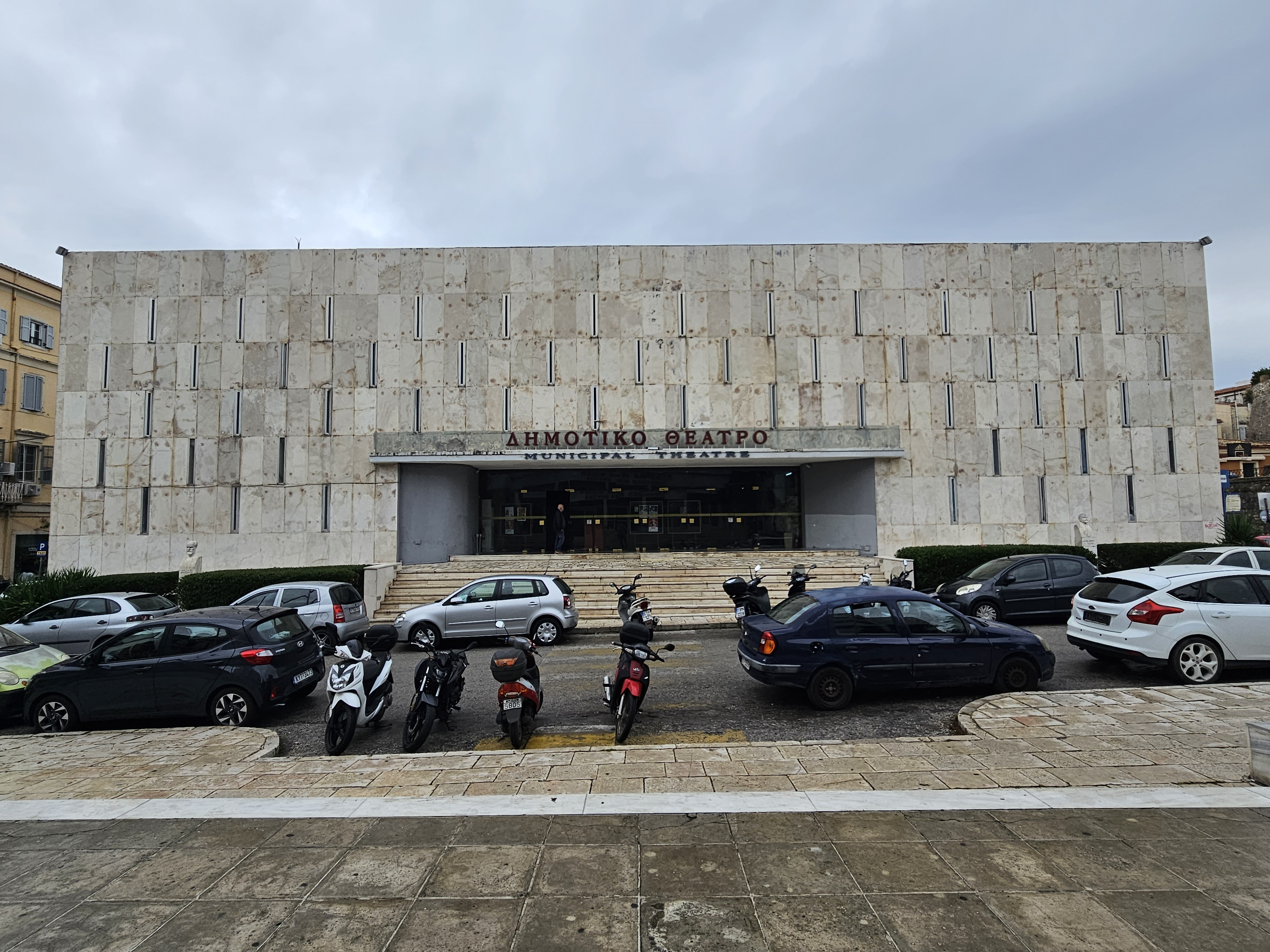
Das neue Stadttheater im brutalistischen Stil, Architekt: Pericles A. Sakellarios

Die Archive des Theaters, einschließlich des historischen San Giacomo-Archivs, alle Wertgegenstände und Kunstwerke wurden bei dem Bombenangriff zerstört, mit Ausnahme des Bühnenvorhangs, der sich in der Nacht des Bombenangriffs nicht vor Ort befand und somit unbeschadet blieb. Zu den Verlusten gehören vermutlich zahlreiche Manuskripte mit Werken von Spyridon Xyndas, dem Komponisten der ersten Oper in griechischer Sprache. Die Überreste des Gebäudes wurden als ohne historischen oder sonstigen Wert erachtet und nach einer Entscheidung des leitenden Architekten Ioannis Kollas und der Bauingenieure Georgios Linardos und Renos Paipetis für baufällig erklärt. Am 31. Mai 1952 beschlossen Bürgermeister Stamatis Desyllas und der Stadtrat trotz breiter öffentlicher Proteste und rechtlicher Anfechtungen einstimmig, das Theater abzureißen.

## Neubau
1962 bis 1974 wurde an derselben Stelle ein Neubau des Stadttheaters im völlig anderen Architekturstil des Brutalismus errichtet. Architekt war der auf Korfu geborene griechische Architekt Perikles A. Sakellarios.